# Боевой танец хорьков
Боевой танец хорьков, или боевой танец ласок (англ. Weasel war dance), — поведение возбуждённых животных, характерное для видов рода Mustela семейства куньих — ласок, горностаев и хорьков (как и диких, так и домашних).
Боевой танец состоит из серии резких, энергичных скачков в сторону или назад, во время которых хребет животного изгибается, мех поднимается, а хвост съёживается. Во время танца домашние хорьки, как правило, становятся довольно неуклюжими.

## Функция
Предполагается, что ласки и дикие хорьки исполняют «танец» для запугивания или дезориентации добычи. Вероятно, при помощи подобного поведения горностаи «гипнотизируют» свою добычу, например, кроликов. Также данное поведение может быть связано с заражением инфекциями, вызываемыми нематодами рода Skrjabingylus.
У домашних хорьков танец может служить приглашением к игре или быть её частью и является признаком хорошего настроения. Согласно исследованию 2014 года, самцы-хорьки «танцуют» несколько чаще, чем самки. Во время танца хорьки могут гукать, т.е. издавать звуки, похожие на кудахтанье курицы, свидетельствуя о хорошем настроении.